# Heavy Starry Chain
Singles de Tommy heavenly6
I♥Xmas
(2006) Papermoon
(2008)
Heavy Starry Chain est le 8e single de Tommy heavenly6 sorti le 7 février 2007 au Japon. Il atteint la 20e place du classement de l'Oricon et reste classé pendant 3 semaines. Heavy Starry Chain se trouve sur l'album Heavy Starry Heavenly et sur la compilation Gothic Melting Ice Cream's Darkness "Nightmare".
Toutes les paroles sont écrites par Tommy heavenly6.
| 1. | Heavy Starry Chain                         |  |
| 2. | Always Somethin' New                       |  |
| 3. | Heavy Starry Chain (Original Instrumental) |  |

| 1. | Heavy Starry Chain (PV) |  |